# 朗斯河畔普勒迪安
朗斯河畔普勒迪安（法語：Pleudihen-sur-Rance，法語發音：[plødi.ɛ̃ syʁ ʁɑ̃s]）是法国阿摩尔滨海省的一个市镇，位于该省东部，属于迪南区。

## 地理
朗斯河畔普勒迪安（48°30'39"N, 1°57'7"W）面积24.55 平方千米，位于法国布列塔尼大區阿摩尔滨海省，该省份为法国西北部沿海省份，位于布列塔尼半岛北部，北濒大西洋英吉利海峡，西接菲尼斯泰尔省，南至莫尔比昂省，东临伊勒-维莱讷省。
与朗斯河畔普勒迪安接壤的市镇（或旧市镇、城区）包括：圣埃朗、朗斯河畔拉维孔泰、米尼亚克莫旺、拉维尔埃斯诺奈、梅尼勒罗克。

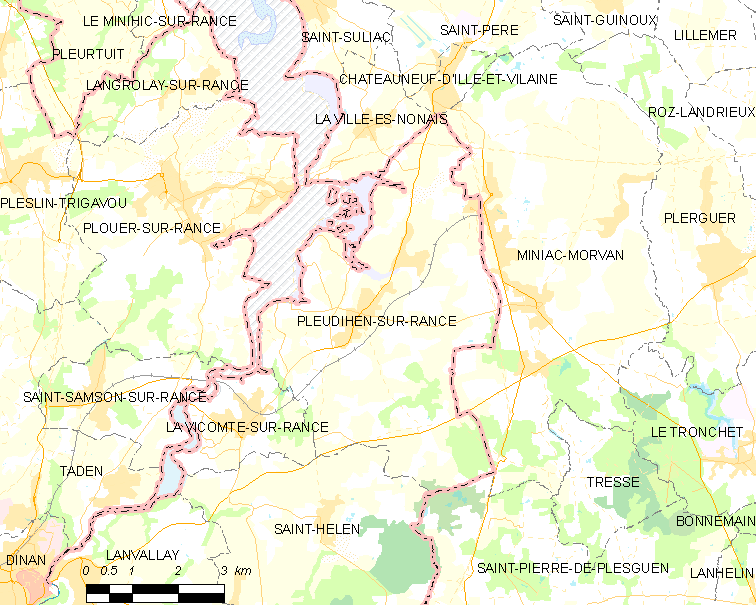
朗斯河畔普勒迪安的OSM定位图

朗斯河畔普勒迪安的时区为UTC+01:00、UTC+02:00（夏令时）。

## 行政
朗斯河畔普勒迪安的邮政编码为22690，INSEE市镇编码为22197。

## 政治
朗斯河畔普勒迪安所属的省级选区为朗瓦莱县。

## 人口

1962-2008年间朗斯河畔普勒迪安人口变化图示

朗斯河畔普勒迪安于2022年1月1日时的人口数量为2974人。